# Many More Roads
"Many More Roads" to trzeci album Ky-Mani Marleya, syna sławnego piosenkarza reggae, Boba Marleya. Krążek ukazał się w 2001 roku i został przychylnie odebrany przez widownię. Został mianowany do nagrody Grammy

## Lista utworów
1. Who We Are
2. Many More Roads
3. Heart Of A Lion
4. Yesterday
5. Freedom
6. Love In The Morning
7. Ska-Ba-Dar
8. Valley Of Decision
9. Giving I A Fight
10. In A De Dance
11. Warning
12. Hailie I